# “抓革命、促生产”第一线指挥部

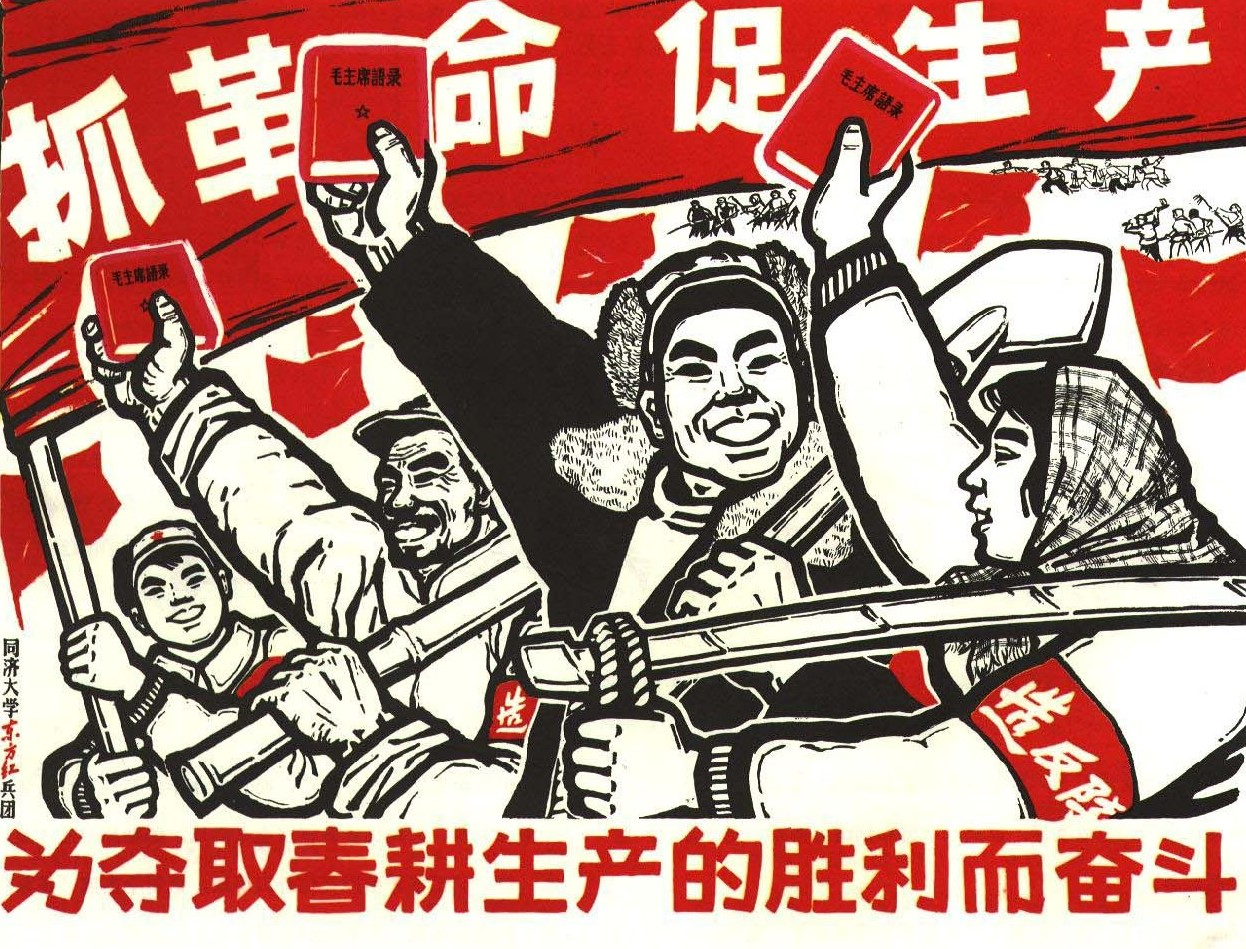
1967年抓革命促生产海报

“抓革命、促生产”第一线指挥部，是指1967年在中华人民共和国推行的一个临时组织部门，负责各地的农业与经贸发展。

## 概述
1967年3月，北京市怀柔县成立了“抓革命，促生产”第一线指挥部。3月11日，中共中央发布通知，认为：各省、市、自治区、地、县，都应该参照怀柔的经验，在农业、工业、财贸各方面成立这样的指挥部，以利“抓革命、促生产”。
1967年3月12日，《人民日报》发布评论员文章《建立抓革命促生产第一线指挥部》，文章称，成立这种指挥部是当前抓好整个工农业生产，特别是抓好春耕生产的一个极其重要的措施，应当在全国普遍推广。
1967年3月15日，安徽省成立“抓革命、促生产”第一线指挥部。
1967年3月22日，甘肃省成立“抓革命、促生产第一线指挥部”，负责组织全省工农业生产和日常工作。指挥部由甘肃省军区政委龙炳初、副司令员张介民，原副省长李培福、王国瑞、冯直等组成。指挥部下设办公室，办公室下设工业、农业、文教、大学、财贸、党群政法及综合7个组。
3月25日，河南省抓革命促生产第一线指挥部（河南省军区领导）成立，并设工交、农水、财贸、计划、国防、工业、文教6个办公室。指挥部召开了工农业生产、基本建设等工作会议，研究制定了稳定工农业生产及经济建设措施。